# Zardoz
Zardoz és una pel·lícula de ciència-ficció minimalista, realitzada per John Boorman, estrenada el 1974.

## Argument
En un futur postapocalíptic (2293), la població humana és dividida entre els Eterns (Eternals), humans que han aconseguit la immortalitat gràcies a la tecnologia, i les Bèsties (Brutals). Les Bèsties viuen en una terra destrossada i subministren aliments als Eterns. Aquests últims viuen en regions aïllades de la resta del món per un mur invisible anomenat «Vortex» i passen una existència luxosa però apàtica. Arthur Frayn (Niall Buggy), l'Etern encarregat d'administrar les «terres exteriors», es fa passar amb les Bèsties per un déu anomenat Zardoz, que es manifesta sota la forma d'una enorme màscara de pedra volant. Ha constituït un grup d'exterminadors, encarregat de reduir a l'esclavitud els altres humans, als quals subministra armes a canvi dels aliments que recullen.
Zed (Sean Connery) és un d'aquests exterminadors. S'amaga a bord de la màscara de pedra en un viatge i mata el seu cap Arthur Frayn.
Arribat al Vòrtex n°4, Zed és estudiat com a mostra: no havent tingut els Eterns cap contacte des de fa segles amb l'exterior del vòrtex, intenten comprendre com han evolucionat les Bèsties. Es troba al cor d'una dissensió entre dues Eternes, Consuella (Charlotte Rampling) i May (Sara Kestleman), i ha d'efectuar tasques per a Friend (John Alderton).
Descobreix a poc a poc que aquesta societat en aparença llisa i ideal és de fet violenta i desesperada. Els Eterns són dirigits i protegits de la mort per una intel·ligència artificial anomenada «el Tabernacle», un gruixut vidre que és connectat a l'esperit de tots els Eterns i que conserva la seva memòria en les seves reflexions lluminoses. A conseqüència de la seva immortalitat, els Eterns han parat de procrear i els homes s'han tornat impotents. Alguns són víctimes d'una malaltia, l'apatia, que els submergeix en la catatonia. Els dissidents, els que refusen el sistema o bé introdueixen la discòrdia, han envellit, fins i tot són exclosos i es tornen deliberadament senils.
Lluny de ser el primitiu que els Eterns creuen, Zed resulta ser un mutant que s'ha educat en una biblioteca en ruïnes fora del Vòrtex. Entre els llibres, havia descobert El màgic d'Oz, que li havia permès adonar-se de la superxeria de Zardoz (Zardoz és la contracció de Wizard of Oz, i la novel·la posa en escena un manipulador amagat darrere una màscara volant); és el que havia motivat la seva intrusió en el Vòrtex. Zed és de fet procedent d'una descendència controlada per Frayn, que va seleccionar acuradament els genitors en el transcurs dels segles, amb l'objectiu de destruir el Vòrtex i tornar la seva mortalitat als Eterns. Zed troba una falla al Tabernacle i el destrueix, després porta les Bèsties a assetjar els Eternitats; el bany de sang final és acollit com un alliberament pels Eterns.

## Comentari
Pel·lícula de petit pressupost, Zardoz, és considerada com una pel·lícula de culte, per la seva barreja de mitologia i una trama plena d'incongruències. L'estudi de Boorman, la 20th Century Fox, es va desconcertar pel desordre no comercial que li era presentat i va demanar l'afegitó d'un pròleg que no anava amb la resta de la pel·lícula.
El guió manlleva certs elements d'una novel·la de Jorge Luis Borges.
La pel·lícula està molt marcada pels anys 1970 i sobretot per l'alliberament sexual: la nuesa és molt present. La pel·lícula concentra igualment preocupacions de l'època (descoberta pel gran públic de la genètica, problemes ecològics i de la fam, societat convencional que es torna violenta quan el vernís peta) que es troba en altres pel·lícules com Soylent Green, A Clockwork Orange o L'Àngel Exterminador.
L'època transparenta igualment en l'estètica, o bé certes escenes psicodèliques com a aquella en la qual Zed rep el saber a canvi de la fecundació. La visió de Sean Connery, amb la seva trena i com a única roba un pantaló curt i una cartutxera vermella, afegeix un encant passat de moda.

## Repartiment
- Sean Connery: Zed
- Charlotte Rampling: Consuella
- Sara Kestelman: May
- Niall Buggy: Arthur Frayn
- John Alderton: Friend
- Sally Anne Newton: Avalow

## Al voltant de la pel·lícula
- Amb aquesta pel·lícula, Sean Connery intentava desfer-se de la seva imatge lligada a la sèrie dels James Bond
- El començament, amb el cap de pedra que vomita armes, fa pensar fins i tot en l'humor dels Monty Python, que parodiarien en aquest cas l'amor dels homes per a les armes (com ho havien fet amb els déus i profetes), els efectes especials molt rudimentaris (sempre amb la màscara de pedra que vola) reforcen també aquesta impressió, com la nau espacial de La vida de Brian, o el déu de Sant Greal.